# 马坊地区

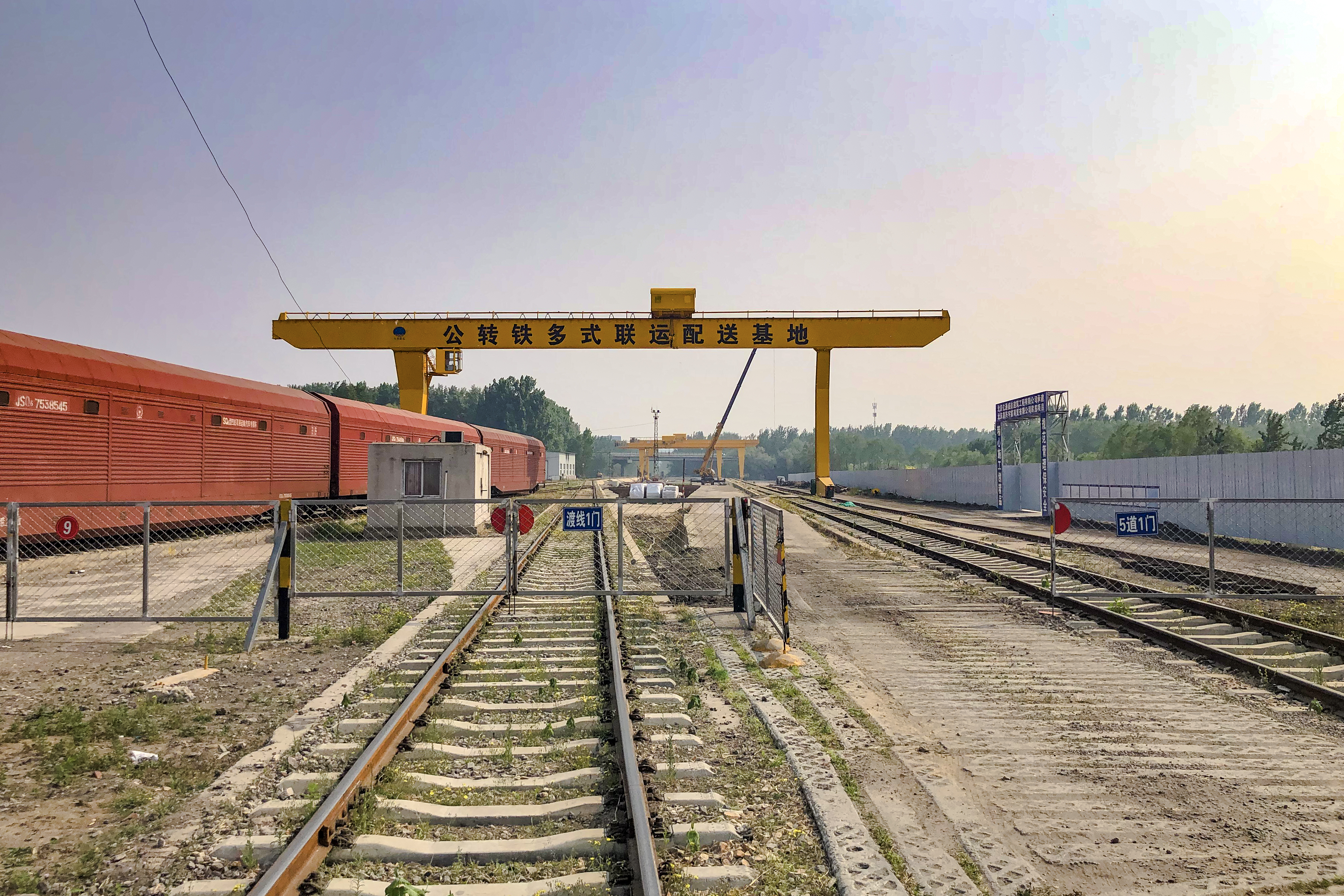
马坊公转铁多式联运配送基地

马坊地区是中华人民共和国北京市平谷区下辖的一个地区办事处，同时保留马坊镇名称，其行政事务机构实行“一套人马，两块牌子”的体制，地区办事处与镇政府合署办公。位于平谷西南平原，南邻河北省三河市，西临顺义区。
清朝时，马坊镇为順天府通州三河县辖区。1952年后，三河县下属的李遂镇、杨镇、张镇划归北京市顺义区，马坊镇、大兴庄镇、峪口镇划归北京市平谷区。

## 行政区划
马坊地区下辖22个村委会：
二条街、三条街、石佛寺、打铁庄、东店、东撞、西大街、早立庄、李蔡街、英城、果各庄、河北、洼里、梨羊、塔寺、蒋里庄、小屯、北石渠、河奎、杈子庄、新建队、太平庄。

## 交通
京平高速公路、北京地铁平谷线过境，平谷地方铁路终点亦位于镇内。